# Sobre la unidad histórica de rusos y ucranianos
Sobre la unidad histórica de rusos y ucranianos (en ruso: Об историческом единстве русских и украинцев; en ucraniano: Про історичну єдність росіян та українців, romanizado: Pro istorychnu yédnist rosián ta ukraíntsiv) es un ensayo de Vladímir Putin publicado el 12 de julio de 2021, poco después del final de la primera fase de la crisis ruso-ucraniana de 2021-2022. En el ensayo, Putin describe sus puntos de vista sobre Ucrania y los ucranianos.
Según RBK Daily, el ensayo está incluido en la lista de obras de estudio obligatorio por parte del ejército ruso.

## Contenido
En el ensayo, Putin argumenta que los rusos, los ucranianos y los bielorrusos son un solo pueblo, de acuerdo con el concepto de la nación trina rusa (en) desarrollado en el marco de irredentismo ruso promovido en el Imperio ruso. Para respaldar la afirmación, describe extensamente sus puntos de vista sobre la historia de Rusia y Ucrania, y concluye que los rusos y los ucranianos comparten una herencia y un destino comunes.
El ensayo niega la existencia de Ucrania como nación independiente. Al señalar la gran cantidad de personas de etnia rusa en Ucrania, Putin compara "la formación de un estado ucraniano étnicamente puro, agresivo con Rusia" con el uso de armas de destrucción masiva contra los rusos.
Putin cuestiona abiertamente la legitimidad de las fronteras contemporáneas de Ucrania. Según Putin, la actual Ucrania ocupa tierras históricamente rusas, y es un “proyecto antirruso” creado por fuerzas externas desde el siglo XVII. Afirma que Ucrania es el resultado de decisiones administrativas y políticas tomadas durante la Unión Soviética. También habla de la guerra en el Dombás, manteniendo que "Kiev simplemente no necesita el Dombás".
Putin atribuye la crisis actual a complots extranjeros y conspiraciones antirrusas. Según Putin, las decisiones del gobierno ucraniano están impulsadas por un complot occidental contra Rusia, así como por "seguidores de Bandera".
Putin termina el largo ensayo aseverando el papel de Rusia en los asuntos modernos de Ucrania.

## Seguimiento
Varios meses después, Dmitri Medvédev, vicepresidente del Consejo de Seguridad de Rusia, también publicó un artículo sobre Ucrania. En él, muestra su acuerdo con el ensayo de Putin y declara que no habrá negociaciones con Ucrania hasta que se reemplace el gobierno ucraniano. El artículo, avalado por el Kremlin, fue criticado por su tono denigrante y antisemita.
Vladislav Surkov, el asesor personal (2013-2020) de Putin, también publicó un artículo sobre Ucrania y otros territorios de la antigua URSS. En él, cuestiona la legitimidad de la frontera occidental de Rusia (incluidas las fronteras con Ucrania y las repúblicas bálticas), y argumenta que Rusia debería abolir la "paz perversa" que la mantiene confinada en sus fronteras actuales.
El 21 de febrero de 2022, en plena crisis ruso-ucraniana, Putin pronunciaba un discurso en el que reconocía la independencia de las autoproclamadas repúblicas separatistas de Donetsk y de Lugansk, afirmando que "la Ucrania moderna fue creada total y completamente por la Rusia bolchevique y comunista". Sarah Rainsford afirmó en BBC News que en su discurso, Putin estaba "reescribiendo la historia de Ucrania" y que su fijación con el país era "obsesivo". El mismo día, Rusia reconoció oficialmente las dos regiones separatistas en el este de Ucrania, las autoproclamadas República Popular de Donetsk y República Popular de Lugansk, como estados independientes, y desplegó tropas en el Donbás, en un movimiento interpretado como la retirada efectiva de Rusia del Protocolo de Minsk. Las regiones disidentes fueron reconocidas en los límites de sus respectivos óblasts de Ucrania, que se extienden mucho más allá de la línea de contacto. El 22 de febrero, Putin dijo que los acuerdos de Minsk ya no eran válidos. El mismo día, el Consejo de la Federación autorizó por unanimidad el uso de la fuerza militar en el exterior. 
El artículo "El avance de Rusia y de un nuevo mundo" (Наступление России и нового мира) de Piotr Akópov se publicó brevemente en varias webs de noticias estatales rusas el 26 de febrero de 2022, dos días después de que las fuerzas rusas invadieran el territorio ucraniano, pero pronto se eliminó. Su publicación original en RIA Nóvosti exactamente a las 8:00 a. m. sugiere que fue preparado para publicarse en el caso de la conquista de Ucrania. El artículo celebra la "reunión del mundo ruso, el pueblo ruso, en su totalidad de los grandes rusos, los bielorrusos y los pequeños rusos" (usando un término del Imperio ruso para los ucranianos colonizados), así como la responsabilidad histórica de Vladímir Putin en la "resolución del conflicto ucraniano".
El 3 de abril de 2022, el mismo día que el mundo conocía la Masacre de Bucha, y en el mismo medio de propiedad estatal, RIA Nóvosti, Timoféi Serguéitsev publicaba un artículo titulado "Qué debería hacer Rusia con Ucrania" (Что Россия должна сделать с Украиной)  en el que defendía abiertamente la "censura brutal" de la cultura ucraniana, la "reeducación" a gran escala y la "desucranización" de los ucranianos en los territorios ocupados. La Unión Europea ha incluido a ambos columnistas de la agencia estatal de noticias en el sexto paquete de sanciones de  contra Rusia, país cuyas acciones "amenazan y socavan la integridad territorial, soberanía e independencia de Ucrania".

## Reacciones
Volodímir Zelenski, presidente de Ucrania, criticó el ensayo, comparando la visión de Putin sobre la hermandad entre las naciones con la historia de Caín y Abel. El expresidente Petró Poroshenko también criticó duramente el ensayo, describiéndolo como semejante al discurso de Hitler sobre los Sudetes. El ex presidente de Estonia, Toomas Hendrik Ilves, lo comparó con la retórica de Hitler de 1938 que justificaba la partición de Checoslovaquia. En España, la afirmación de que Occidente utiliza a Ucrania como una barrera entre Europa y Rusia, como una "anti-Rusia", recordó la doctrina de anti-España empleada por el régimen franquista contra todos sus oponentes, extranjeros y nacionales. El enviado de Ucrania ante las Naciones Unidas, Sergiy Kyslytsya, comentó: "Las fábulas sobre el 'pueblo único'... han sido refutadas en los campos de batalla de Dombás".
Según el Instituto de Historia de Ucrania, el ensayo representa los puntos de vista históricos del Imperio ruso. El Congreso Mundial de Ucrania compara la visión de Putin de Ucrania "como una no nación" con la de Iósif Stalin, bajo cuyo mandato perecieron al menos cinco millones de ucranianos durante el Holodomor. La plataforma de análisis Vox Ukraine describió el ensayo como una "mezcla de mitos históricos, mentiras sobre Crimea y el Dombás, así como la manipulación de datos económicos ucranianos".
El Fondo Carnegie para la Paz Internacional calificó el ensayo como un "argumentario histórico, político y de seguridad para invadir [Ucrania]". El miembro principal del Foro Mundial Libre de Estocolmo, Anders Åslund, calificó el ensayo como "un paso por debajo de una declaración de guerra". Según Foreign Policy, el ensayo es una "guía clave de las narrativas históricas que dan forma a las actitudes de Putin y muchos rusos". El historiador Timothy Snyder ha descrito las ideas de Putin como imperialistas y la guerra desatada en Ucrania como colonial. El periodista británico Edward Lucas lo describió como revisionismo histórico. Otros observadores han señalado que el liderazgo ruso tiene una visión distorsionada de la Ucrania moderna y su historia.
En Rumanía, una parte del ensayo causó indignación. La sección en cuestión describe cómo, en 1918, el Reino de Rumania había "ocupado" (y no unido) la región geográfica de Besarabia, parte de la cual se encuentra ahora en Ucrania. Los medios de comunicación rumanos como Adevărul y Digi24 comentaron las palabras de Putin y las criticaron. También se hicieron comentarios sobre el norte de Bucovina, otro antiguo territorio rumano que ahora forma parte de Ucrania. Alexandru Muraru, entonces diputado de Rumanía, también respondió al ensayo de Putin, declarando que Besarabia no fue ocupada sino "reincorporada" siguiendo "procesos democráticos y realidades históricas". Muraru también hizo comentarios sobre el norte de Bucovina.